# Offensives de Ménaka
Guerre du Mali
Batailles
Les offensives de Ménaka débutent le 8 mars 2022 pendant la guerre du Mali. Elles opposent les djihadistes de l'État islamique dans le Grand Sahara aux milices touarègues du MSA-GATIA ainsi que le Groupe de soutien à l'islam et aux musulmans dans le sud et l'est de la région de Ménaka.

## Contexte et forces en présence
Depuis la fin des années 2010, la région de Ménaka, près de la « zone des trois frontières », est le théâtre de nombreux combats entre miliciens touaregs et djihadistes, d'abord avec le MUJAO, puis avec l'État islamique dans le Grand Sahara (EIGS). L'État islamique dans le Grand Sahara compte dans ses rangs une majorité de peuls, une ethnie en conflit depuis des générations avec les touaregs daoussahak.
En 2017, Adnane Abou Walid Al-Sahraoui, le chef de l'EIGS, accuse dans une missive les Touaregs imghad et daoussahak d'être les complices de la France et du Niger, et menace particulièrement les chefs du MSA et du GATIA : Moussa Ag Acharatoumane et El Hadj Ag Gamou,. À partir de 2018, les affrontements entre les communautés touarègues et peule s'intensifient.
En 2021, face à l'augmentation du nombre de milice touaregs et zarmas, l'État islamique commet de nombreux massacres dans la région de Tillabéri, plusieurs centaines de miliciens et civils sont tués, ce qui a permis à l'EI de s'implanter dans la région de Tilia et Tahoua. Cette zone sert aujourd'hui de base arrière pour frapper la région de Ménaka,.
La ville de Ménaka est alors sous le contrôle du Mouvement pour le salut de l'Azawad (MSA), une milice touarègue daoussahak. Ce groupe est signataire de l'Accord d'Alger. L'armée malienne, l'armée française et un détachement tchèque de la Task Force Takuba sont également présentes dans la ville de Ménaka,, mais pas tout dans le reste de la région. L'armée française est quant à elle en cours de désengagement au Mali et elle ne reçoit aucune demande des autorités maliennes pour intervenir,,. Selon le journaliste Wassim Nasr : « La sécurité de cette zone dépend du MSA, du CSP et d'autres factions Touareg ».
Autre adversaire de l'État islamique, le Groupe de soutien à l'islam et aux musulmans est quant à lui présent au sud et à l'ouest de Talataye, malgré quelques affrontements, il reste dans l'expectative pendant les combats.
Malgré la mort de son chef, Adnane Abou Walid al-Sahraoui, tué par les Français lors du combat de Dangarous en août 2021, l'État islamique dans le Grand Sahara n'apparait pas affaibli. Le groupe est en mesure de lancer son offensive avec au moins plusieurs centaines de combattants. Il bénéficie également du renfort d'hommes de l'État islamique en Afrique de l'Ouest, venus discrètement du Nigeria. Fin mars, l'agence Amaq présente pour la première fois l'État islamique dans le Grand Sahara comme étant  une de ses nouvelles « provinces » : la « Province du Sahel », distincte de la « Province d'Afrique de l'Ouest » à laquelle elle était auparavant rattachée.

## Déroulement

### Attaques de l'État islamique à Tamalat, Insinane et Andéramboukane en mars
Le 1er mars 2022, Omar Ag Badjat, un officier du MSA, est assassiné par l'EIGS dans le village d'Ighaghi. En réponse, le MSA interdit aux facilitateurs de l'EIGS de s'approvisionner dans le village de Tamalat. Dans les jours qui suivent, huit combattants de l'EIGS auraient été exécutés en représailles.
Le 5 mars, des audios de militants affiliés à l'EIGS circulent, proclamant que le sang des Touaregs daoussahak soutenant le MSA est « licite » et pour conséquent, la prise de leurs bétails est autorisée. Les djihadistes lancent alors des raids et raflent de nombreuses têtes de bétails à la frontière entre le Mali et le Niger.
Le 8 mars, vers 14 heures, plusieurs centaines de combattants de l'État islamique lancent l'assaut sur le village de Tamalat, à l'est de Ménaka, et en prennent le contrôle,,. Les combattants du MSA arrivent alors sur place, mais ils subissent une nouvelle attaque alors qu'ils sont occupés à ramasser les corps. Deux importants commandants sont tués. Le lendemain, le MSA publie un premier communiqué dans lequel il alerte sur « une attaque opérée par une horde d'hommes affiliés à Daesh dans la localité de Tamalat ». Il affirme cependant avoir repoussé les djihadistes hors de Tamalat et donne un bilan de quatre morts et deux blessés pour ses combattants, 10 à 12 civils exécutés et trois « corps de terroristes abandonnés sur les lieux »,.
Les 8 et 9 mars, l'État islamique attaque le village d'Insinane — ou Inchinane —, au sud-ouest de Tamalat, connu pour son économie florissante, ses nombreux commerces, et la sécurité apportée par les milices touarègues,. Le village est pillé et incendié, les djihadistes emportent tout ce qu'ils peuvent avec eux, comme des médicaments et des vivres. De nombreux civils et miliciens touaregs daoussahak sont à nouveau massacrés par les djihadistes. Selon un rapport d'Human Rights Watch publié quelques mois plus tard, le bilan à Insinane pourrait dépasser les 100 morts.
Une source militaire malienne de l'AFP affirme que « Plusieurs dizaines de civils et de combattants du MSA ont été tués en début de semaine ». Un élu de la région de Ménaka déclare anonymement que le bilan est de « plus d'une centaine de civils et de combattants tués », du 8 au 10 mars. Moussa Ag Acharatoumane, le chef du MSA, déclare le 11 mars qu'une vingtaine d'hommes du MSA et une quarantaine de civils ont été tués. L'État islamique revendique pour sa part, à la fin du moins, la mort de 250 combattants touaregs rien qu'entre le 9 et le 11 mars,.
Selon le journaliste Wassim Nasr « on est monté d'un cran dans ce conflit. [...] Le MSA est seul face au groupe État islamique dans cette zone. [...] Ils ont été eux-mêmes surpris par le nombre d'assaillants cette fois-ci. Les tactiques utilisées lors des attaques sont beaucoup plus élaborées ».
Les djihadistes de l'État islamique finissent par revenir au Niger mais le calme est précaire. Le MSA et le GATIA n'excluent pas une reprise des combats prochainement.
Le samedi 12 mars, un groupe de combattants de l'EIGS entre dans la ville Andéramboukane,. Les djihadistes coupent le réseau téléphonique, puis enclenchent des combats avec les forces du MSA et du GATIA. D'autres combats ont lieu le même jour à Etanbaw, à l'est de Tamalat, et près d'Insinane, où le MSA et le GATIA revendiquent la victoire,. Le CSP fait alors état d'« une quinzaine de combattants » tués dans ses rangs, mais de « plusieurs dizaines de morts » parmi les populations civiles ainsi que parmi les assaillants. Le MSA évoque quant à lui une « dizaine de cadavres de terroristes abandonnés sur les lieux des combats ».
Le 12 mars, selon une déclaration du MSA, les forces armées touarègues affirment avoir repris le village de Tamalat, après une heure d'affrontement avec l'EIGS. Cependant, le 8 mars, le groupe avait déjà annoncé la reprise du village.
À la mi-mars 2022, le maire de Tamalat annonce que dans sa localité, le bilan des violences est de « 153 morts, 63 blessés, dont 25 femmes et 7 enfants ». Le Monde indique pour sa part qu'« une bonne source, qui s’évertue à faire le décompte macabre, assure avoir provisoirement recensé 143 morts entre Tamalat et Inchinane ».
Fin mars, l'État islamique revendique dans son journal An-Naba, la prise de Tamalat, d'Insinane et d'Anderamboukane.

### Poursuite des affrontements
Le 13 mars, l'armée malienne fait décoller un ou plusieurs hélicoptères à Ménaka pour effectuer des frappes. Dans l'après-midi, le MSA publie une déclaration affirmant que les forces armées maliennes ont effectué plusieurs bombardements près d'Insinane contre des positions de l'EIGS afin de soutenir le MSA,. Selon le journaliste Wassim Nasr, l'armée malienne a bien déployé plusieurs hélicoptères près d'Andéramboukane, mais ils sont arrivés après la fin des combats.
Le 14 mars, dans le village d'Andéraboukane, des rumeurs circulent que les djihadistes ont sommé les habitants de quitter le village sous 72 heures, sous peine d'être massacrés. Cependant, le chef du village d'Andéraboukane dément ces rumeurs. Il affirme qu'un djihadiste à moto est venu auprès des habitants pour les rassurer et dénoncer l'absence d'ultimatum. Malgré ces propos, plusieurs familles fuient la localité, aggravant encore plus la situation humanitaire dans la région.
Le 16 mars, l'EIGS envoie des missives aux factions touaregs : « Si vous nous rendez responsables d’agissements individuels (l'assassinat du chef touareg) nous aussi on vous rappelle les individus de chez vous qu’on a arrêtés ».
Le groupe djihadiste rappelle également les accords tacites entre eux et les forces touaregs, qui ont permis la fin des combats en 2019.
Le 17 mars, les villages d'Oudeini, Intakofa et Inziguitiya sont attaqués par les djihadistes. Selon Human Rights Watch, les bilans sont difficiles à établir, mais ils seraient de cinq à plusieurs dizaines de tués à Oudeini, d'au moins 24 morts à Intakofa et d'au moins 35 morts à Inziguitiya, d'après des témoignages de rescapés.
Le 20 mars, les villages d'Inwelane et d'In Delimane sont attaqués à son tour et plus de 50 habitants sont tués, dans au moins 30 à Inwelane et au moins 20 à In Delimane.

### Interventions limitées de la force française Barkhane
Les troupes françaises de la force Barkhane sont alors en cours de désengagement du Mali. Selon le journaliste Wassim Nasr, les forces françaises ne peuvent soutenir les forces touarègues car les combats se sont déroulés du côté malien et la junte malienne a interdit aux forces françaises d'enclencher des combats sans autorisation du gouvernement transitoire.
Les troupes françaises et tchèques de la Task Force Takuba effectuent des opérations de contrôle de zone, ce qui permet, selon un communiqué, de « perturber les circuits d’approvisionnement des groupes armés terroristes, en particulier des réseaux de poseurs d’engins explosifs improvisés et des groupes à l’origine des tirs indirects, notamment dans le secteur de Tin Fadimata et In-Kadewn », au nord-ouest de Ménaka.
Le 24 mars, un drone MQ-9 Reaper français effectue une frappe contre un groupe de combattant de l'EIGS se déplaçant à moto en direction de Ménaka,. L'armée française fait état de « 15 terroristes neutralisés »,.
Le 22 mars, un hélicoptère de l'armée malienne ouvre le feu sur les troupes britanniques de la MINUSMA dans la zone de Tessit. Aucun soldat n'est blessé.

### Extension des combats vers la région d'Ansongo en mars
Le 21 mars, les djihadistes prennent d'assaut le camp de Tessit, au sud-ouest de la ville Ansongo,. L'armée malienne donne un bilan de 16 morts et 18 blessés dans ses rangs contre 37 tués chez les djihadistes, cependant ce bilan inclut aussi les pertes d'une embuscade à Boni, dans le centre du Mali,. L'État islamique revendique pour sa part l'attaque de Tessit dans un communiqué publié par Amaq, où il affirme avoir tué ou blessé des dizaines de militaires maliens et assure avoir pris le contrôle total du camp de Tessit avant de l'incendier et d'en partir avec sept véhicules.
Le matin du 26 mars, la garnison de la ville d'Ansongo, à l'ouest de Ménaka, subit une attaque. Deux djihadistes auraient été tués et un militaire malien mortellement blessé. Plus tard dans la journée, l'armée malienne arrête puis exécute sommairement 15 civils daoussahak qui s'étaient réfugiés à Ansongo après avoir fui les violences à Talataye,. RFI indique également que « certaines sources affirment que trois ou quatre autres personnes, arrêtées à un autre moment, auraient subi le même sort ». Ce massacre est dénoncé par la CMA qui donne les noms des 17 victimes.
Le 27 mars, les djihadistes attaquent Labbezanga, une localité située au sud de la ville d'Ansongo, près de la frontière avec le Niger. Selon un chef du CSP, la bataille fait rage de 11 h à 16 h et fait « des dizaines de morts des deux côtés ». Labbézanga tombe aux mains des djihadistes.
Le 28 mars, l'État islamique publie plusieurs photographies montrant les affrontements en cours contre les forces du CSP : 33 cadavres de combattants touaregs sont visibles.
Le même jour, les villages de Tingorof, Intagoiyat, Ingarzabane, Inkalafane et Intakoreit sont attaqués par l'EIGS. D'après Human Rights Watch le bilan est d'au moins 15 morts à Tingorof, dont deux femmes, deux enfants et deux personnes âgées ; 105 à Intagoiyat, dont 17 garçons et 3 filles ; 43 morts à Ingarzabane, dont 20 adolescents ; 35 morts à Inkalafane, dont 7 enfants de moins de 16 ans et environ 40 morts à Intakoreit, dont 2 hommes handicapés mentaux et 7 enfants.
D'après des informations obtenues par l'agence Reuters, au cours des derniers jours de mars, des patrouilles et des opérations de l'armée malienne se déroulent dans la région de Menaka en collaboration avec la MINUSMA afin de sécuriser le territoire,.
Le 3 avril 2022, l'État islamique revendique plusieurs assauts menés le 26 mars contre des positions du MSA dans la région de Ménaka. Le groupe affirme avoir tué 30 combattants touaregs et avoir capturé 4 véhicules, plusieurs armes et des munitions. Le 5 avril, onze cadavres de combattants du MSA sont publiés sur les réseaux par l'État islamique.
Le 4 avril, l'État islamique affirme avoir capturé le village de Tikriba dans la région de Ménaka, le 27 mars. Le groupe revendique avoir tué et blessé plusieurs dizaines de membres du MSA. Il affirme avoir attaqué le lendemain des positions touarègues, avant d'engager des affrontements près de la ville d'Insinan. L'EI revendique la mort de 100 miliciens du MSA et déclare avoir incendiés 9 véhicules, saisis 5 autres, et pris en butin des munitions et des armes. Cette revendication fait suite à celle du 3 avril.

### Offensive de l'EIGS à l'est de Ménaka en mai
En mai, l'État islamique contrôle toujours plusieurs localités aux abords de la frontière avec le Niger : Andéramboukane, Infoukaretane, Tadjalalt, Ichinanane et Tamalat. La ville d'Andéramboukane, auparavant peuplée de 20 000 habitants, est alors abandonnée par la majorité de la population, de même que les autres localités.
Fin mai, les djihadistes repassent à l'offensive,. Plusieurs localités à l'est de Ménaka sont attaquées : Aghazraghen Igadou le 20 mai, suivie par Emis-Emis et Inekar le 22,. Selon le journaliste Wassim Nasr : « C'est une zone de relief, avec de la végétation et riche en eau, ce qui permet aux combattants jihadistes de se cacher de la détection des drones ».
Les djihadistes auraient cependant subi de lourdes pertes et se seraient repliés sur Inarabane. L'État islamique maintient cependant son contrôle sur la frontière nigérienne, d'Inarabane à l'ouest jusqu'à Talamat à l'est, en passant par Infoukarétane, Andéramboukane et Ichinanane.

### Combats à Andéramboukane en juin
Début juin, plusieurs centaines de miliciens lancent une opération. Après être restée inactive pendant trois mois dans la région, l'armée malienne finit par intervenir. Celle-ci engage alors le GTIA 8, constitué principalement de Touaregs et commandé par le général GATIA, El Hadj Ag Gamou. Le 4 juin, l'armée malienne et les miliciens touaregs du MSA et du GATIA lancent une attaque sur Andéramboukane. Averti de l'opération, l'État islamique laisse les forces touarègues reprendre la ville.
Le lendemain matin, les djihadistes simulent une contre-attaque contre la ville d'Andéramboukane. Les Touaregs sortent de la ville et se lancent à leur poursuite avec 40 pick-up, mais ils tombent dans une embuscade à Tadjalalt, à une quarantaine de kilomètres à l'ouest,. Les Touaregs subissent de lourdes pertes et battent en retraite. L'État islamique reprend l'avantage et après plusieurs heures de combats et plusieurs dizaines de morts de part et d'autre, les djihadistes reprennent le contrôle de la ville.
Moussa Ag Acharatoumane et El Hadj Ag Gamou se replient sur Ménaka avec le reste de leurs troupes,.

### Départ des Français et arrivée des Russes du Groupe Wagner à Ménaka en juin
Dans la nuit du 11 au 12 juin 2022, dans un campement près de Tessit, les Français capturent Oumeya Ould Albakaye, un haut commandant de l'État islamique dans le Grand Sahara. Il est présenté par l'armée française comme le chef de l'EIGS dans le Gourma malien et l'Oudalan, au nord du Burkina Faso. Le raid est mené par hélicoptère après des combats entre le Groupe de soutien à l'islam et aux musulmans et l'État islamique dans le Grand Sahara.
Le 13 juin, les forces françaises de Barkhane et de Takuba achèvent l'évacuation de la base militaire de la ville de Ménaka, dans le cadre du retrait de l'armée française du Mali. La base est alors remise aux forces maliennes. Un an auparavant, 850 militaires français occupaient cette base, ainsi que des Estoniens, des Tchèques et des Suédois engagés au sein de la Task Force Takuba.
Le 15 juin, plusieurs dizaines de mercenaires russes du Groupe Wagner — 20 à 50 selon RFI, — s'établissent dans la base militaire de la ville de Ménaka, évacuée deux jours plus tôt par les Français,.
Sous couvert d'anonymat, un chef du MSA déclare à RFI : « Pour le moment nous n’avons eu aucun contact avec eux. [...] Nous avons constaté l’arrivée des Russes, nous n’étions pas informés mais à présent je vois mal comment ne pas travailler ensemble ».

### Combats de juin à août
Le 16 juin, l'État islamique publie dans son journal hebdomadaire le déroulement des combats depuis Émis-Émis jusqu'au 16 juin.
Le groupe revendique avoir tués et blessés 145 combattants touaregs depuis juin. Le groupe a publié les photos des corps avec les papiers d'identités pour prouver leurs affirmations. L'État islamique affirme aussi avoir capturé plusieurs véhicules militaires, dont certains sont équipés de mitrailleuses lourdes.
Pour la seule embuscade d'Adéramboukane, le groupe revendique 50 tués dans les rangs du MSA-GATIA avec pour preuve les photos de 46 combattants tués.
Le groupe revendique aussi l'attaque Pétèl Kolé du 12 avril. Le groupe affirme que sa filiale sahélienne a obtenu de nombreux gains territoriaux dans la région, dont la maîtrise quasi-total de la frontière malo-nigérienne. Le groupe contrôle aussi la seule route pour accéder au Niger,,,,.
Le 21 juin, le groupe publie les photos de 46 dépouilles de combattants du MSA et du GATIA, tués lors de l'embuscade d'Adéramboukane ainsi que de nombreuses prises de guerre.
Le 15 juillet 2022, un drone appartenant à la milice russe Wagner est abattu par l'État islamique dans le Grand Sahara.
Le 27 juillet, seize touaregs sont tués lors d'une attaque dans la région de Ménaka. Une semaine plus tôt, un nombre important de touaregs ont rejoint la ville de Ménaka à la suite de menaces de l'État islamique à cause de soupçons de soutiens au MSA.
Le 7 août 2022, le camp militaire de Tessit est attaquée par des djihadistes de l'État islamique dans le Grand Sahara. Au moins 42 militaires maliens sont tués, et 22 autres blessés.
Selon de nombreuses sources, l'État islamique dans le Grand Sahara réalise une percée dans la région de Menaka. D'après le spécialiste des mouvements djihadistes Wassim Nasr, le rayon d'action de l'EIGS est sans précédent depuis sa création en 2015. Le groupe est actuellement aux portes de la ville de Menaka, et contrôle des localités auxquelles il n'avait pas accès auparavant.
Les attaques se succèdent en août et se rapprochent de la ville de Ménaka. Les 7 et 8 août, une douzaine de civils touaregs sont assassinés au nord-est de Ménaka. Le 12 août, au moins 20 civils touaregs sont tués à Assaylal — ou Esseylel —, un village situé à 18 kilomètres de Menaka,.
Le 15 août, des djihadistes à motos raflent du bétail aux portes de la ville de Ménaka, ce qui provoque un mouvement de panique.
Le 29 août, un combat a lieu dans la région de Tessit. L'armée malienne revendique la mort de 44 djihadistes de l'État islamique, contre deux morts et huit blessés dans ses rangs.

### Prise de Talataye par l'État islamique en septembre
Le 6 septembre, l'État islamique dans le Grand Sahara s'empare de la petite ville de Talataye,. L'attaque débute dans l'après-midi et s'achève au crépuscule, après trois heures de combats. Lors de cet affrontement, les miliciens touaregs du MSA et les djihadistes du Groupe de soutien à l'islam et aux musulmans étaient tous deux présents dans la zone et auraient combattu ensemble contre les djihadistes de l'État islamique. Les djihadistes brûlent le marché, ainsi que plusieurs habitations, et au moins 30 à 45 civils sont tués.

### Contre-attaque du Groupe de soutien à l'islam et aux musulmans à partir d'octobre 2022
Fin octobre, le Groupe de soutien à l'islam et aux musulmans (GSIM) lance une contre-attaque avec l'aide de plusieurs factions touaregs afin d'évincé l'État islamique dans le Grand Sahara (EIGS) de la région,. Des combats ont lieu à Andéramboukane, Tamalat, Tinteshori, Inchinane et Aghazarghazen,,. Selon la MINUSMA, les combats ont lieu du 27 octobre au 4 novembre et le GSIM se retire sur Inékar, à 48 kilomètres à l'ouest de Ménaka
Le 31 octobre, l'EIGS revendique la mort de 40 membres du GSIM,. Le lendemain, le GSIM répond en affirmant avoir tué 70 hommes de l'État islamique les 27, 28 et 29 octobre, tout en admettant la mort d'une trentaine de ses combattants. Le 3 novembre, l'État islamique a publié les photos de 34 combattants du JNIM tués ainsi qu'un grand arsenal de guerre pris en butin.
Le 30 octobre, l'EIGS attaque également le GATIA près de Djebok, au nord de Gao, où il tue au moins 26 civils et provoque la fuite d'un millier d'autres.
Un autre combat a lieu le 31 octobre à Anchwadj, dans la région de Gao, entre le GATIA et l'EIGS. Le GATIA revendique une quinzaine de morts du côté de l'EIGS, contre neuf tués pour ses combattants et fait état de quatre civils exécutés par les djihadistes. L'EIGS à également revendiquée cette affrontement, le groupe revendique avoir tués 14 miliciens du GATIA, et affirme que ses combattants sont retournées sains et sauf dans leurs positions, le groupe a également diffusé les photos d'une dizaine de cadavres du GATIA,.
L'État islamique accuse également Al-Qaïda d'avoir abattu 20 civils peuls entre Tamalat et Inekar. Le groupe affirme également avoir détruit une cargaison d'hashich près d'Aderamboukane et avoir distribué des médicaments aux populations locales.
L'offensive conjointe entre le GSIM et les milices ont été largement contenu selon des sources proches du terrain, le 27 novembre 2022, au moins 85 combattants du GSIM ont été tués par l'État islamique a Ndaki.
Entre le 7 et le 10 décembre, le GSIM et l'EIGS s'affrontent dans les environ de Tadjalalt et de Haroum, à l'ouest d'Andéramboukane. L'affrontements semble s'être achevé sans vainqueur notable. L'EIGS revendique la mort d'une centaine de combattants ennemis, le GSIM affirme pour sa part avoir tué 73 miliciens de l'État islamique,.
Le 13 décembre, l'EIGS publie une vidéo des montrant plusieurs centaines de ses combattants prêtant allégeance au nouveau calife Abou al-Hussein al-Husseini al-Qourachi. Pour Cyril Bensimon, journaliste du Monde, la vidéo « est aussi la preuve que les mouvements djihadistes peuvent désormais rassembler leurs unités, en temps normal dispersées par petits groupes d’une trentaine de combattants, sans crainte de frappes aériennes ». Djallil Lounnas, chercheur algérien spécialiste des groupes jihadistes à l'université al-Akhawayn, au Maroc, déclare à RFI : « C'est vraiment une démonstration de force ! C'est la première fois que je vois une vidéo de l'État islamique [au Sahel, NDLR] avec autant de combattants… Cent, deux cents... c'est impressionnant ! [...] Il y a quelques années, l’État islamique était pourchassé par Barkhane, c’était difficile de faire ce genre de rassemblement dans la zone des trois frontières. Il y a aussi un vide aérien qui a été mis en place par Bamako ».
Le 13 décembre, l’armée nigérienne soutenu par l’armée française ont tué entre 15 et 20 djihadistes de l’EIGS dans la région d’Abala au Niger. L’opération militaire met fin à une trêve tacite entre les djihadistes et le gouvernement nigérien.
Le 23 janvier 2023, Al-Zallaqa, l'organe de propagande du GSIM publie plusieurs photographies de son chef, Iyad Ag Ghali, présent dans la région de Ménaka, entourés de notables touaregs qui lui prêtent allégeance. La réunion aurait eu lieu près d'Inékar, deux jours plus tôt.
Selon RFI, le 26 janvier 2023, à Djounhane, à une quarantaine de kilomètres de Kidal, Iyad Ag Ghali rencontre les représentants du Cadre stratégique permanent (CSP) et la Coordination des mouvements de l'Azawad (CMA). Alghabass Ag Intalla aurait été présent. La présence de Mohamed Ag Intalla et du général El Hadj Ag Gamou est avancée par certaines sources et démentie par d'autres. Au terme de cette rencontre, une sorte de pacte de non-agression aurait été établi entre le Groupe de soutien à l'islam et aux musulmans et les groupes armés du Nord afin de concentrer leurs efforts contre l'État islamique dans le Grand Sahara.
Le 26 février, neuf civils touaregs sont tués à Intiklatene par des hommes de l'EIGS qui raflent une centaine d'animaux.
Le 1er mars, un affrontement éclate à Tifandimata entre le GSIM et l'EIGS. Le GSIM revendique la victoire et affirme avoir tué 60 « kharidji » de l'EIGS. L'EIGS revendique pour sa part la mort de 30 hommes « des milices apostats d'al-Qaïda ».

### Opération de l'armée nigérienne en mars 2023
En mars 2023, l'armée nigérienne lance une opération contre l'EIGS en réponse à l'attaque d'Intagamey. Après un accorchage le 17 mars à Tiloa, elle se lance à la poursuite d'un groupe de djihadistes et pénètre en territoire malien. Le 25 mars, elle revendique la prise de la base d'Hamakat, à 80 kilomètres au sud de Ménaka, et la mort de 79 djihadistes.

### Prise de Tidermène par l'EIGS en avril 2023
Le 10 avril 2023, l'État islamique prend sans combattre le village de Tidermène, localité stratégique située à 75 km au nord de Ménaka,. Les hommes du GSIM prennent la fuite sans opposer de résistance. Selon de nombreuses sources, la majorité des cercles de la région de Menaka serait sous le contrôle de l’EIGS. Le groupe encercle désormais la ville de Ménaka, contrôlant tous les points de ravitaillement menant à la ville.
Selon de nombreux témoignages locaux, la majorité de la région de Ménaka est désormais sous le contrôle de l’EIGS qui a chassé toute opposition. Selon le journaliste Wassim Nasr, le groupe a désormais son sanctuaire à Ménaka et affiche désormais une volonté de gouvernance.
Des sources locales en effet affirment qu'à « ce jour, ils distribuent des corans aux populations. Ils circulent en ville avec des armes ». Selon des témoignages, « ils leur auraient demandé [aux civils] de continuer à circuler librement, en vaquant à leurs occupations. ».
Dans les jours qui suivent, une partie des 30 000 habitants et réfugiés de Ménaka commencent à fuir la ville. Entre le 10 et le 21 avril, 2 000 personnes se réfugient à Gao et Kidal. Selon Serge Daniel, correspond et journaliste à Bamako, pour « les civils, c’est la fuite. Les gens sont inquiets, les populations quittent la localité en direction de Ménaka, à 90 km de Tidermène. C’est plutôt la panique ». Toutes les principales localités de la région sont à présent sous le contrôle de l'État islamique dans le Grand Sahara.

### Suites à partir de 2024
Le 28 avril 2024, le djihadiste Sahraoui Abou Houzeifa, dit « Higo » ou « Hugo », ancien membre du MUJAO et haut responsable de l'EIGS, est tué par le MSA, dans la localité de Tassoubarat, au sud-est d'Indélimane, dans la région de Ménaka,,.
Le 27 juin 2024, une attaque de l'EIGS sur la ville de Ménaka est repoussée par le MSA, soutenu par l'armée malienne et le Groupe Wagner. Les djihadistes laissent plus d'une dizaine de morts et un commandant du MSA est tué par un sniper.

## Bilan humain
Fin mars 2022, la Coordination des mouvements de l'Azawad (CMA), alors membre du Cadre stratégique permanent (CSP), affirme que 500 civils ont été massacrés en deux semaines par l'État islamique. L'agence Reuters donne le même bilan, d'après une source militaire anonyme. Le 25 mars, le journaliste Wassim Nasr indique que des sources touarègues sur zone font état d'environ 400 morts. Un responsable gouvernemental de la région de Gao déclare également à l'agence Reuters qu'environ 200 civils ont été tués dans la commune de Talataye entre le 21 et le 25 mars, et des milliers d'autres déplacés.
Entre mars et juin, un décompte de l'ONU fait état de la mort d'au moins 264 civils, causés par les djihadistes de l'EIGS,.
Début avril, Jeune Afrique estime qu'entre 300 à 500 personnes, principalement des civils, ont été tués lors des violences.
En juillet 2022, Moussa Ag Acharatoumane, le chef du MSA et porte-parole du CSP, affirme que près de 1 000 civils ont été massacrés par Daech depuis le mois de mars.
En août 2022, RFI évoque, selon les sources, 300 à 700 civils tués.
En octobre, Human Rights Watch fait état de plusieurs centaines de morts, sans pouvoir être en mesure de donner des bilans précis
En septembre 2022, l'ONG Armed Conflict Location and Event Data project (Acled) indique que plus de 900 personnes, majoritairement des civils, ont été tuées depuis mars par l’EIGS dans les régions de Gao et de Ménaka. À la même période, Wassim Nasr, journaliste de France 24, fait état d'environ 1 000 morts pour les populations touarègues. Le journaliste malien indépendant Walid Ag Menani donne les bilans de 145 morts à Tamalat, 213 à Andéramboukane et 310 à Inekar, d'après les données recueillis auprès des communautés locales,,.

## Réfugiés
Le lundi 14 mars, Mohamed Touré, représentant du Haut-Commissariat des Nations Unies pour les réfugiés (UNHCR) au Mali, chargé de la Coordination humanitaire, indique « 1500 » déplacés internes ont été enregistrés au cours de combats dans la région de Ménaka, précisant que « ces déplacés internes ont fui les combats et se sont retrouvés dans des situations de grande précarité parce que dans la fuite, ils ont tout laissé derrière eux ».
Dans un communiqué publié le 31 mars, la MINUSMA que « La situation sécuritaire dans la zone dite des trois frontières entre le Mali, le Niger et le Burkina Faso, notamment dans les localités de Tessit, Talataye, Ansongo et la région de Ménaka, s'est considérablement dégradée au cours des dernières semaines. [...] Les attaques des groupes armés terroristes ont eu un impact dévastateur sur la population civile, déjà en détresse, entraînant des dizaines de morts et des déplacements importants de populations vers les villes de Gao et d'Ansongo ».
Fin mai, l'ONU fait état de 15 000 déplacés internes au Mali et de 8 000 réfugiés au Niger. En août, l'ONU rapporte que 50 000 civils se sont réfugiés à l'intérieur de la ville de Ménaka. En mars 2023, l'UNHCR porte le nombre des déplacés internes à 90 000, sans compter ceux qui ont trouvé refuge en Algérie, au Niger et en Libye.

## Réactions
Les offensives de l'État islamique dans la région de Ménaka ne provoquent que peu de réactions de la part de la junte malienne. Cela est notamment dénoncé le 22 avril 2022 par Moussa Ag Acharatoumane, le chef du MSA, devant le Conseil national de transition : « La République ne pleure pas de la même manière ses morts, notamment lors des récents massacres de masse dans la zone des trois frontières. Pas de drapeau en berne, pas de deuil national. Ne sommes-nous pas des Maliens ? ».
En septembre 2022, le journal Le Monde cite également l'analyse d'un chercheur malien : « Les autorités de Bamako ne cherchent pas à mettre fin aux conflits dans le nord-est et certains membres du gouvernement sont ouvertement hostiles à l’accord de paix d’Alger. Ils laissent les groupes signataires et terroristes se massacrer entre eux. Mais à terme, la situation risque de se retourner contre leurs intérêts ».

## Suites
Le 3 août, un convoi de l'armée malienne tombe dans une embuscade djihadiste dans la région de Ménaka. L'État islamique dans le Grand Sahara revendique l'attaque, ainsi que la mort de 16 militaires.